# Václav Alois Berger
Václav (Wenzel) Alois Berger (27. května 1783, Praha – 14. srpna 1824, Praha) byl český grafik a mědirytec.

## Život a dílo
Václav Alois Berger je znám jako autor grafických listů s krajinářskými motivy, pohledy na Prahu a vedutami českých hradů. Většinou se jedná o kolorované lepty. Pracoval pro nakladatele Františka Karla Wolfa. Jako předlohy užíval kresby Antonína Pucherny, Františka Karla Wolfa, Alexe Vincence Pařízka, Josefa Sikory, Johanna Venuta, Emanuela Josefa Malovce z Malovic Roku 1805 vyšlo album jeho grafických listů s pohledy na park ve Vlašimi (Der fürstliche Auerspergische Park in Wlaschim).

## Galerie

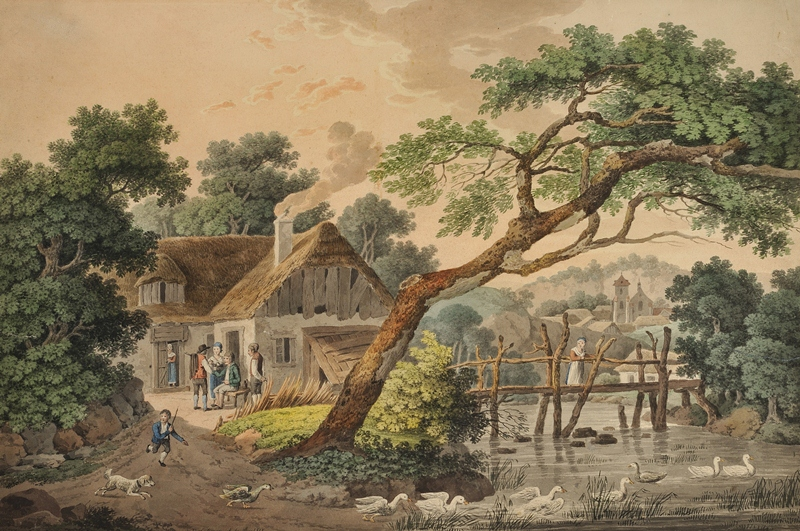
Krajina s chalupou a potokem (1818)
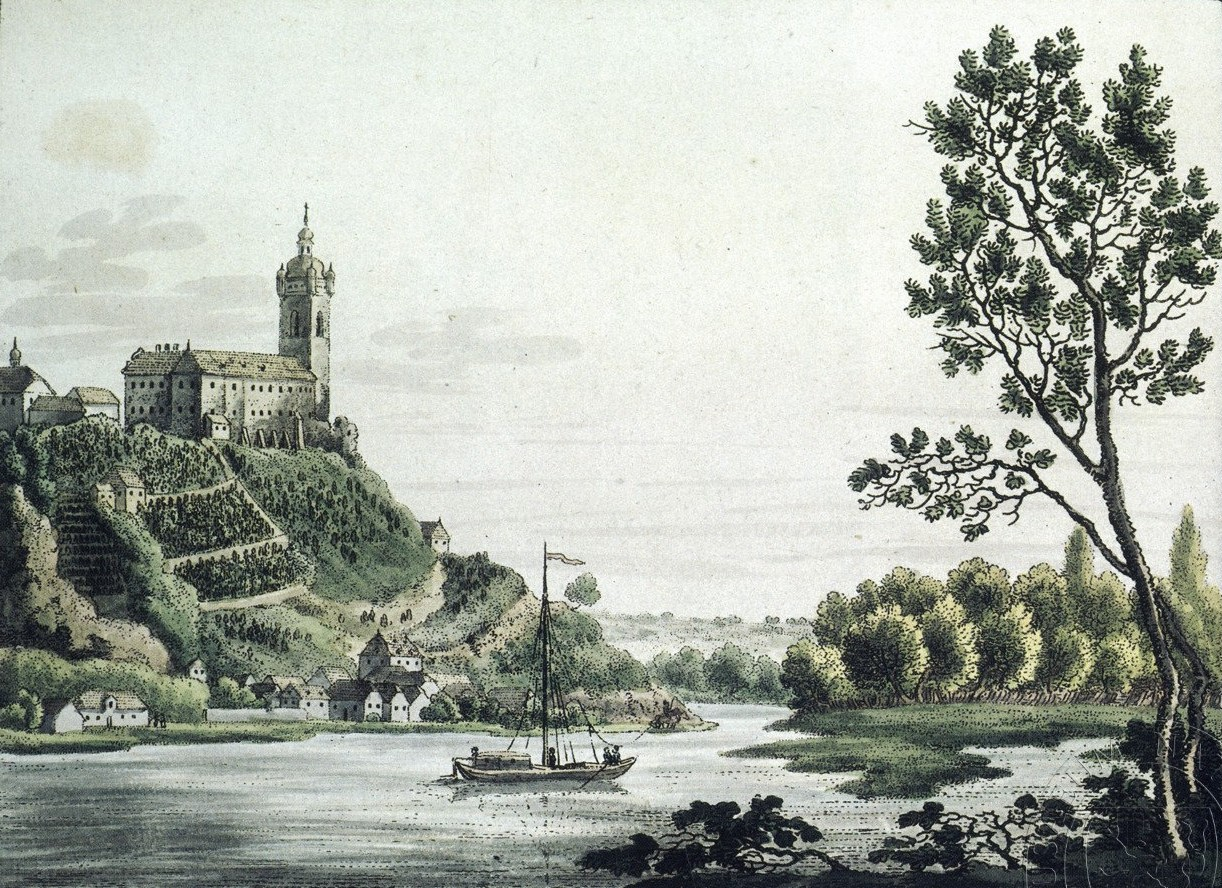
Mělník (1802)
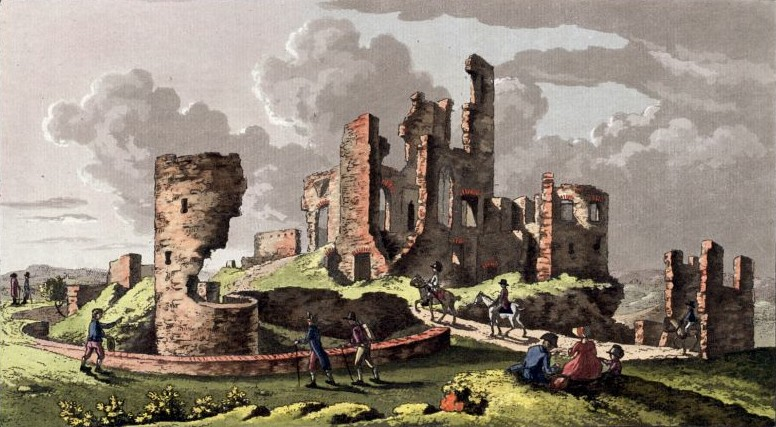
Doubravská Hora, Jižní strana (Václav A. Berger podle F. K. Wolfa)